# 馬斯蘭 (內布拉斯加州)
馬斯蘭（英語：Marsland）是位於美國內布拉斯加州道斯縣的非建制地區。

## 歷史
馬斯蘭的郵局於1889年設立，其後於2002年停運。

## 地理
馬斯蘭所處的海拔為高於海平面1268米（即4160英呎），而該地所採用的時區為UTC-6，即北美山地時區（MST）。同時該地設有夏令時間，為UTC-7調快一小時，即UTC-6（MDT）。